# Opetiocercus venustus
Opetiocercus venustus är en insektsart som först beskrevs av Brunner von Wattenwyl 1895.  Opetiocercus venustus ingår i släktet Opetiocercus och familjen vårtbitare. Inga underarter finns listade i Catalogue of Life.